# Kemiri Sewu
Kemiri Sewu is een bestuurslaag in het regentschap Pasuruan van de provincie Oost-Java, Indonesië. Kemiri Sewu telt 4955 inwoners (volkstelling 2010).